# Johann Martin Roth

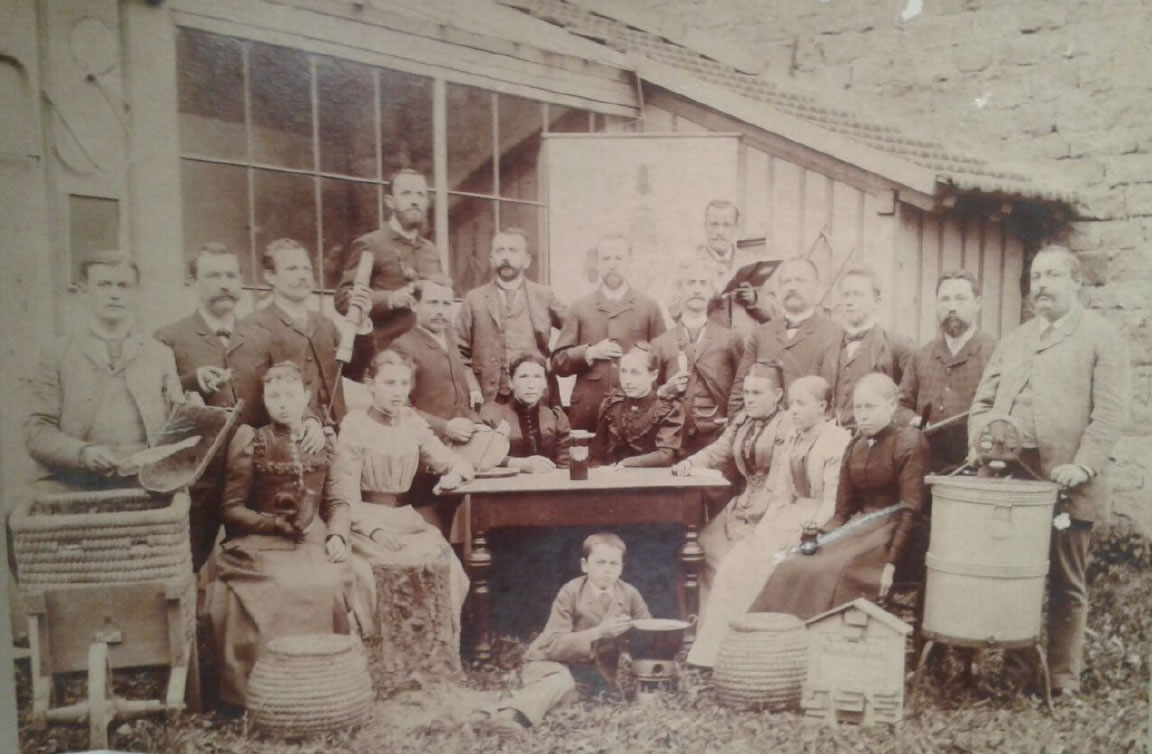
J.M. Roth (Bildmitte, mit Hand vor der Brust), Imkerkurs Badische Imkerschule Eberbach 1893

Johann Martin Roth (* 16. April 1858 in Philippsburg; † 17. Februar 1937 in Durlach) war ein deutscher Lehrer, Imker und der Begründer der ersten staatlichen Imkerschule Deutschlands in Eberbach.

## Leben
Johann Martin Roth strebte eine Lehrerstelle an und erhielt 1873 eine Zulassung zum Lehrerseminar. Nach der dreijährigen Ausbildungszeit engagierte sich der Junglehrer in der Bienenzucht, nahm aktiv die Imkerei auf und trat dem Badischen Landesverein für Bienenzucht bei. Seine praktische Arbeit verband er mit der Fachlektüre zur Haltung und Lebensweise von Bienen. „Die Bienenzeitung wurde mein Leibblatt, Hubers Lehrbuch ein Evangelium“, schrieb er in seinen Lebenserinnerungen.
Bereits 1881 veröffentlichte Roth seinen ersten Artikel in der Bienenzeitung und nahm an der Hauptversammlung des damals 1700 Mitglieder zählenden Badischen Bienenzüchtervereins teil. Sein Motto lautete: „Man muss wissen, wie die Bienen leben, was ihnen zuträglich ist und was ihnen schadet.“ Er regte die Gründung des Bienenzüchtervereins Würmtal an und übernahm dort den Vorsitz. 1887 wurde er vom Badischen Landesverein zum Wanderlehrer bestellt.

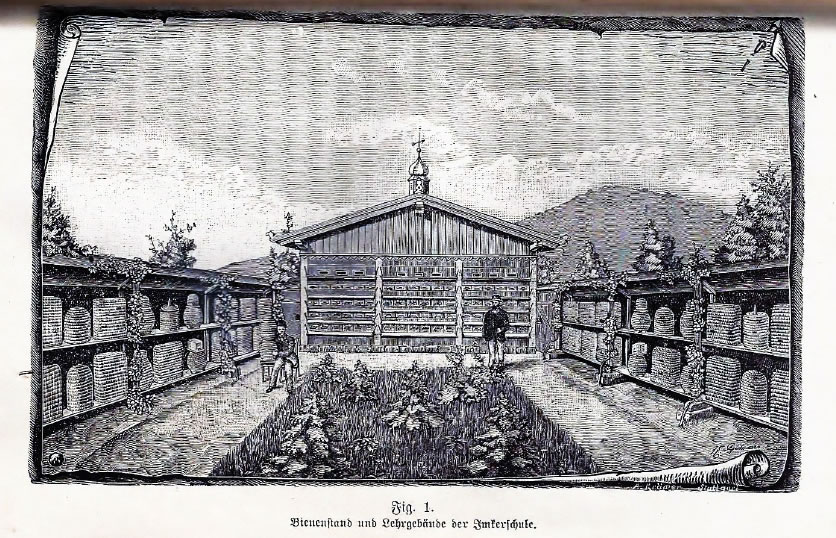
Badische Imkerschule, Bienenstand und Lehrgebäude, Zeichnung von J.M. Roth

Ende der 1880er Jahre entwickelte Roth den Plan, eine Imkerschule zu errichten. Während der Landesverein das Vorhaben ablehnte, fand es Unterstützung beim Großherzoglichen Innenministerium in Karlsruhe. Auf einer Wanderversammlung deutschsprachiger Imker in Regensburg warb er für sein Konzept staatlich unterstützter Imkerschulen. Mit seiner Versetzung als Hauptlehrer an die Volksschule in Eberbach gründete und leitete er die erste staatlich anerkannte Imkerschule in Deutschland, die als Pilotprojekt großherzogliche Unterstützung genoss. Bereits im ersten Jahr besuchte Großherzogin Luise die Imkerschule und setzte sich für die Teilnahme von Frauen ein. Eberbach wurde durch Roths Aktivitäten zum Zentrum der badischen Imkerei, bis die Schule 1898 wieder geschlossen wurde. Ein Nachfolger entstand 1927 in Heidelberg.
1894 veröffentlichte Roth sein „Handbuch zur Badischen Imkerschule“, in der er die Errungenschaften des 19. Jahrhunderts im Bereich Imkerei zusammenfasste. Viele Bereiche seines Buches haben noch heute Gültigkeit. 38 Jahre lang war Roth Redakteur von Die Biene und ihre Zucht. Illustriertes Monatsblatt des Badischen Landesvereins für Bienenzucht. 1895 gab er den ersten Jahrgang des „Badischen Imkerkalenders“ heraus, der erst 1935 durch „Das Jahrbuch des Imkers“ abgelöst wurde.
Die Vielzahl seiner Aktivitäten neben einem vollen Deputat als Lehrer führten zu Zusammenbrüchen wegen Überarbeitung und schließlich 1907 zu seiner vorzeitigen Pensionierung. Dennoch führte er ab 1910 für fünf Jahre die Geschäftsstelle des Landesvereins. Er starb am 27. Februar 1936 in Durlach.

## Leistungen
Roth setzte sich im Vorstand des Landesvereins für die Einigung der zerstrittenen Imker in Baden ein. Er arbeitete an einer Verbesserung des Honigabsatzes und der Bekämpfung der Faulbrut. Einige für heutige Imker selbstverständliche Dinge wie die Imkerversicherung, einheitliche Etikettierung mit Siegel zur Kenntlichmachung einheimischen Honigs, Einheitsgläser und Statistikerhebungen der einzelnen Vereine zählen zu seinen wohl wichtigsten Verdiensten.

## Ehrungen
Roth wurde mit dem Kronen-Orden (IV. Klasse) ausgezeichnet.

## Schriften
- Badische Imkerschule: Leitfaden für den bienenwirtschaftlichen Unterricht bei Imkerkursen, zugleich Handbuch der rationellen Bienenzucht, Reiff, Karlsruhe 1894, 1. Aufl.
- Badische Imkerschule: Leitfaden für den bienenwirtschaftlichen Unterricht bei Imkerkursen, zugleich Handbuch der rationellen Bienenzucht, Reiff, Karlsruhe 1897, 3. unveränderte Aufl.
- Mit Ludwig Huber: Der badische Vereinsstock und seine Behandlung, zugl. kurzer Abriß der Bienenzucht f. Anfänger u. weniger erfahrene Imker, Reiff, Karlsruhe Baden 1903
- Bienen und Bienenzucht in Baden: ein Beitrag z. Kulturgeschichte d. Landes; Als Festgabe z. goldenen Jubiläum d. Bad. Landesvereins f. Bienenzucht, Reiff, Karlsruhe 1907

Herausgeberschaft:
- Die Biene und ihre Zucht: Illustriertes Monatsblatt des Badischen Landesvereins für Bienenzucht (1893–1931)
- Badischer Imkerkalender (1895–1934)